# Hyperthermie
Cet article concerne une température corporelle excessive qui peut être par un coup de chaleur (maladie médicale par chaleur). Pour l'autre coup de chaleur, qui se compose des rafales de vent, voir Coup de chaleur (météorologie).
L'hyperthermie est une élévation anormale de la température corporelle d'un organisme vivant (du corps ou d'une partie du corps). Chez les homéothermes, elle survient quand les mécanismes de thermorégulation sont dépassés. Il existe alors un bilan positif entre la somme des chaleurs d'origine interne (chaleur métabolique) et externe (chaleur environnementale) et la déperdition de cette chaleur dans l'environnement.
Chez l'être humain, l'hyperthermie se caractérise par le dépassement d'un seuil de normothermie, généralement fixé à 38,3 °C de température corporelle. La manifestation typique la plus grave est le « coup de chaleur » (heat stroke en anglais) survenant en période de canicule (« coup de chaleur de repos ») chez le sujet âgé ou fragile, ou en activité physique intense en ambiance trop chaude (« coup de chaleur d'exercice ») chez l'adulte jeune (travailleurs exposés, sportifs, militaires…).
La plupart des auteurs estiment que le système nerveux central humain présente des signes de souffrance à partir de 40,5 °C ou 41,5°C de température corporelle, au-delà l'hyperthermie peut être fatale ou avec séquelles irréversibles.
L'hyperthermie thérapeutique est une hyperthermie corporelle provoquée (locale ou générale) dans un but thérapeutique (cancer, sepsis…).

## Définitions et généralités
Tous les processus de l'univers, vivants et non vivants, obéissent fondamentalement aux lois de la thermodynamique. Dans les limites imposées par ces lois, les êtres vivants doivent maintenir un équilibre énergétique où les apports en énergie doivent compenser les dépenses énergétiques.
La température est une mesure de l'énergie thermique. Elle influence profondément la vitesse des réactions chimiques qui caractérisent les systèmes vivants : elle dénature les biomolécules et celles-ci peuvent se modifier pour fonctionner de façon optimale selon différentes températures. Ces optima varient selon les espèces et selon les individus soumis à des habitats thermiques différents.
Les cellules, organes ou organismes entiers homéothermes doivent maintenir leur température interne grâce des mécanismes de thermorégulation physiologique et de thermorégulation comportementale ( en excès de chaleur : recherche de zones ombragées, contact avec des éléments frais, entrée dans l'eau… permettant d'augmenter les pertes de chaleur). Ces mécanismes s'effectuent par transferts de chaleur selon le principe d'un gradient thermique (la chaleur se déplace d'une région plus chaude à une région plus froide).
Cette thermorégulation des homéothermes dépend du système nerveux central, en particulier l'hypothalamus qui fonctionne comme un « thermostat » pour maintenir la température corporelle autour d'un point de consigne. L'hyperthermie se définit comme le dépassement de cette température de consigne.
Chez l'Homme, l'hyperthermie est généralement caractérisée par le dépassement du seuil de normothermie, soit 38,3 °C de température corporelle. Cette augmentation peut être due à l'accumulation de chaleur exogène issue de l'environnement, à l'exercice musculaire, ou à des perturbations de la thermorégulation (agents pathogènes ou pharmacologiques). Cette hyperthermie peut être locale ou générale.
La plupart des auteurs estiment que le système nerveux central humain présente des signes de souffrance à partir de 40,5 °C ou 41,5 °C,.

### Hyperthermie physiologique
La température centrale des homéothermes endothermes varie entre les espèces d'oiseaux et de mammifères. Les points de consigne les plus bas sont ceux des mammifères monotrèmes (30° C pour l'ornithorynque), alors que celle des mammifères placentaires varie de 36°C à 39°C selon les espèces. Les points les plus hauts sont ceux des oiseaux de 38° C (pingouin) à 42°C (passereaux chanteurs).
Chez les humains, la température corporelle peut varier entre les individus, au cours d'un cycle de 24 h, et selon l'activité physiologique (par exemple digestion) de 1 à 2° C.
L'exercice musculaire entraine une forte production de chaleur. Certains animaux coureurs rapides, comme la gazelle ou le guépard, peuvent multiplier leur chaleur de repos par 60 au cours de l'effort maximal,, alors que chez l'Homme la multiplication est par 20 (75 watts au repos et 1500 watts pour une course à 16 km/h). La température corporelle d'un marathonien à l'arrivée peut dépasser 40°C, même en ambiance fraîche, et jusqu'à 41,9° C chez des champions de course de fond, sans apparition de signes cliniques d'hyperthermie (coup de chaleur).
La distance de poursuite d'un carnivore, comme le guépard, est limitée par sa tolérance à l'hyperthermie. Un animal chasseur, courant après sa proie, arrête sa course, dès que sa température centrale atteint un seuil critique, contrairement aux humains capables de dépasser leurs limites jusqu'à la syncope et au collapsus (ou de les faire dépasser à un animal domestique).
Dans le cas des sportifs, l'entraînement régulier avec des épisodes répétés d'hyperthermie peut induire une adaptation à l'hyperthermie. Inversement, chez le sujet non adapté (personnes âgées, petits enfants), le risque de coup de chaleur est plus élevé, de façon plus précoce, surtout en ambiance chaude et humide.
Il existe quatre facteurs climatiques qui influencent la perte de chaleur corporelle dans l'environnement : la température sèche de l'air, la température radiative moyenne, le degré hygrométrique (pression de vapeur saturante), et la vélocité de l'air (vitesse du vent). Une ambiance froide, sèche et venteuse permet un refroidissement maximum, alors qu'une ambiance chaude  (supérieure à 38°C), d'autant plus humide et stagnante, ne le permet pas.

### Différence entre fièvre et hyperthermie
- la fièvre est une élévation de la température consécutive à une infection ou une réaction inflammatoire, par libération de pyrogènes. La plupart des auteurs considèrent qu'il s'agit d'un mécanisme de défense bénéfique. Le « thermostat » central fonctionne alors avec une valeur de référence plus élevée qu'à l’accoutumée[5].
- l'hyperthermie résulte le plus souvent d'une accumulation de chaleur provenant de l'environnement (on parle alors de « stress thermique » pouvant aller jusqu'au « choc thermique ») et non du corps. Cependant, des facteurs génétiques pourraient être en cause dans la tolérance au stress thermique, ou dans le cas des hyperthermies malignes provoquées par des agents pharmacologiques[6],[7].

Bien que les deux mots soient souvent pris comme synonymes, utiliser hyperthermie au lieu de fièvre est impropre. Les anglo-saxons utilisent le terme d'hyperpyrexie (hyperpyrexia) pour désigner une température corporelle avec risque vital (plus de 41,5 °C).

## Température maximale pour la vie
Lorsqu'ils sont exposés à une température excessive, tous les organismes vivants (des archaea aux humains) activent des gènes qui codent pour des protéines de choc thermique. Il s'agit de petites protéines thermostables susceptibles de réparer des plus grosses molécules dénaturées par la chaleur.
En 2003, la température la plus élevée tolérée a été située à 130 ° C (archée extrêmophile vivant dans des sources hydrothermales). Chez les animaux, le vers de Pompéi, autre extrêmophile vivant dans le même milieu supporterait près de 80° C. Chez les animaux terrestres, la fourmi du désert Cataglyphis peut tolérer une température corporelle de 55° C, elle survit en partie en se chargeant de protéines de choc thermique.
Chez les mammifères, des études en laboratoire indiquent que la température maximum tolérable du système nerveux central ne peut guère dépasser 42° C (température centrale au niveau cérébral), alors que des cas de survie ont été signalés après température rectale allant jusqu'à 46,5 °C.

## Causes
Chez l'être humain, l'hyperthermie peut résulter :
- d'une exposition à la chaleur du Soleil : c'est l'« insolation » ou dans un registre familier depuis 1919, « coup de bambou »[16] ;
- d'une exposition à la chaleur ambiante (par exemple en période de canicule) : c'est le « coup de chaleur classique »  ou « de repos » :
- d'un effort intense avec une mauvaise évacuation de la chaleur à cause d'une ambiance trop chaude et humide (militaires, sportifs…) ou de vêtements trop isolants (métallurgistes, pompiers…) : c'est le « coup de chaleur d'exercice » ou « d'effort » ;
- de l'effet de certaines substances : des amphétamines comme la MDMA (ecstasy)[17], des anesthésiques (hyperthermie maligne), des neuroleptiques (syndrome malin des neuroleptiques)… Ces hyperthermies peuvent être fatales[6],[18].

## Réactions spontanées du corps à une chaleur excessive
Pour un article plus général, voir Thermorégulation.
Il existe plusieurs mécanismes pour éliminer un excès de chaleur du corps, qu'elle soit due à un environnement trop chaud, une activité musculaire intense ou les deux. Chez les homéothermes endothermes, il s'agit de : 
1. Diminution de l'isolation (des couches isolantes du corps) : perte des poils d'un chien ou d'un chat, hérissement des plumes des oiseaux pour perdre de la chaleur par convection. Poils ou plumes plus fins et réfléchissants en été pour réduire le gain de chaleur.
2. Vasodilatation cutanée : la chaleur corporelle centrale est dirigée vers la surface où elle est perdue par radiation, conduction et convection. Des structures externes de grande surface facilitent cette perte de chaleur, comme les grandes oreilles de l'éléphants d'Afrique ou le grand bec du toucan.
3. Augmentation de l'évaporation : par perspiration (notamment chez le rat-kangourou Dipodomys deserti), par halètement (battement du sac gulaire) ou évaporation respiratoire (la plupart des oiseaux dont l'auripare Auriparus flaviceps), par sudation (surtout chez les êtres humains et les chevaux)[9]. Les petits rongeurs augmentent l'évaporation en salivant abondamment et en étalant la salive sur leur pelage[19].
4. Échangeurs thermiques à contre-courant tels que le rete mirabile, la poche gutturale, le sinus caverneux, des structures particulières de la cavité nasale (chez certains vertébrés, notamment les animaux coureurs rapides) qui agissent comme des circuits de refroidissement, notamment pour protéger le cerveau[9],[20].
5. Comportement d'évitement : la recherche d'environnement plus frais est commun aux ectothermes comme aux endothermes. Ce déplacement peut être local, comme une mise à l'ombre, ou à grande distance (migration animale)[9]. D'autre part, la déperdition de chaleur est plus difficile chez les animaux de grande taille (rapport surface/volume ou différence carré/cube, voir Règle de Bergmann[21]), la solution la plus simple, quand elle est possible, est de se plonger dans l'eau : les plus gros mammifères (éléphant, hippopotame) vivent au voisinage de l'eau ou dans l'eau (baleine)[19].

La mise en œuvre de ces processus de thermorégulation constitue un stress thermique. Lorsque ces processus sont dépassés, la température corporelle augmente progressivement avec apparitions de troubles cliniques.
Au terme de ce continuum, le stress thermique devient un choc thermique ou coup de chaleur.

## Coup de chaleur
Cliniquement, le coup de chaleur se définit comme une hyperthermie extrême, généralement supérieure à 40°C ou 40,5 °C, associée à des troubles de la conscience, et une défaillance d'organes. C'est une urgence médicale mettant en jeu le pronostic vital,. C'est aussi le plus anciennement reconnu, et le plus étudié, des troubles liés à une chaleur excessive, étant donné sa gravité.
Selon la cause, on distingue le « coup de chaleur classique ou de repos » qui survient  typiquement chez les personnes vulnérables (personnes âgées, petits enfants…) en période de canicule, et le « coup de chaleur d'exercice » qui survient chez des adultes jeunes en bonne santé (sportifs, militaires, pompiers, travailleurs agricoles…) lors d'activités physiques intenses prolongées, d'autant plus en ambiance chaude et humide,.

### Clinique

#### Début
Les symptômes d'un « coup de chaleur de repos » apparaissent progressivement, souvent de façon insidieuse, ce qui rend le diagnostic difficile au début : céphalées, vertiges, nausées, somnolence. La peau peut être rouge, chaude et sèche, ou au contraire moite. Le pouls est rapide.
Au contraire, le « coup de chaleur d'exercice » survient brutalement, comme un accident à la minute près, généralement dans la première heure d'un exercice intense. Il est souvent lié à une surmotivation personnelle ou une pression collective pour dépasser ses limites à la recherche d'une performance,.

#### État
La phase d'état arrive quand la température corporelle continue d'augmenter, au-dessus de 40°C pouvant dépasser les 42°C. Les troubles neurologiques sont au premier plan : délire, perte de connaissance, convulsions, léthargie, coma…). Le pouls est lent et imperceptible.
Les patients sont hypotoniques (en relâchement musculaire), ce qui distingue l'hyperthermie par coup de chaleur de l'hyperthermie par syndrome malin des neuroleptiques (avec rigidité musculaire).
L'évolution se fait vers une défaillance multiviscérale : détresse respiratoire aiguë, insuffisance rénale aigue, collapsus cardiovasculaire, défaillance digestive et hépatique, rhabdomyolyse,,…

### Traitement
L'objectif prioritaire du traitement est d'obtenir un refroidissement rapide du patient en dessous de 39°C, car le pronostic empire d'autant plus qu'une température corporelle au-dessus de 40,5 °C se prolonge. Les premières mesures consistent à déplacer le patient vers un endroit frais et ombragé et appeler le numéro d'appel d'urgence. Le patient est déshabillé, avec application de linges froids et humides et ventilation de l'air,.
Le refroidissement peut s'effectuer par refroidissement cutané : par aspersion/évaporation ou par immersion (bain frais). La vitesse de refroidissement doit être de l'ordre de 0,10° C à 0,35° par minute ou au moins de 2° C par heure. Le bain glacé est déconseillé car il induit une vasoconstriction cutanée qui empêche les transferts de chaleur vers l'extérieur,. Ce type de refroidissement, le plus efficace, est surtout utilisé pour le coup de chaleur d'exercice.
Une deuxième technique, notamment utilisée pour les personnes âgées, ou fragiles, susceptibles de moins supporter les bains frais, est le refroidissement central par perfusion de sérum froid. Cette méthode est surtout utilisée en période de canicule, lorsque les services d'urgence sont débordés par l'afflux de personnes âgées en coup de chaleur de repos. Une autre technique de refroidissement central est l'hémofiltration,
Aucun médicament n'est efficace dans le traitement du coup de chaleur (ni salicylés, ni paracétamol…). Le reste du traitement est symptomatique selon l'état du patient (soins standards en milieu spécialisé, réanimation cardiopulmonaire ),.

### Prévention
La prévention du coup de chaleur est plus efficace et plus facile que son traitement. Les principales mesures en période de canicule sont,, :
- éviter de sortir aux heures centrales de la journée, de rester exposé au soleil ou à la chaleur, et de pratiquer des activités physiques en extérieur (sport, jardinage…) ;
- boire régulièrement, sans attendre d'avoir soif, de l'eau fraîche ou des boissons isotoniques (au moins 1,5 à 2 litres par jour). Éviter les boissons riche en caféine ou très sucrées, car ces liquides sont diurétiques (donc font perdre de l'eau). Les boissons alcoolisées perturbent les mécanismes de lutte contre la chaleur et favorisent la déshydratation ;
- utiliser des vêtements légers et d'une couleur claire. Couvrir la tête pour la protéger du soleil ;
- diminuer la durée et l'intensité de l'exercice physique. Arrêter des tâches et des exercices physiques d'un certain point de chaleur ;
- utiliser les ventilateurs et la climatisation dans les maisons, les lieux de travail et les véhicules. Sinon, repérer les zones climatisées proches de chez soi (centres commerciaux, cinémas…) et y passer 2 à 3 h par jour ;
- prendre des repas légers et fractionnés, consommer des fruits et crudités riches en eau. Éviter les repas lourds, riches en graisses et trop épicés ;
- les précautions sont plus grandes en cas de personnes vulnérables: des âgées, des bébés et des malades ;
- étre acclimaté à des zones très chaudes, à long terme et à court terme ;
- il est possible d'effectuer un refroidissement périodiquement avec de l'eau ou de l'air frais, en restant mouillé, pour réduire la température corporelle ;
- dormir suffisamment. Le repos efficace pendant les heures de sommeil permet de résister mieux à la chaleur après.

Au niveau collectif, la prévention repose sur la sensibilisation et l'information aux personnes, le repérage des personnes à risques (travailleurs exposés) et l'identification des personnes les plus vulnérables (personnes âgées, handicapées). Il est essentiel de maintenir des contacts sociaux (famille, voisinage, travailleurs sociaux…) pour vérifier la situation des sujets âgés isolés.
Les sportifs, militaires… peuvent bénéficier de programme d'entraînement leur permettant de s'acclimater aux températures élevées, reculant d'autant le risque de coup de chaleur.

## Hyperthermies d'origine médicamenteuse
Chez des sujets génétiquement prédisposés, certains médicaments sont susceptibles d'induire des hyperthermies analogues au coup de chaleur d'exercice. Les produits en cause peuvent agir seuls ou en combinaison avec une chaleur ambiante. Ces syndromes hyperthermiques sont rares, mais très graves.
Il y aurait une perturbation de la thermorégulation, avec activation d'un syndrome de réponse inflammatoire systémique, métabolisme exagéré et destruction du tissu musculaire (rhabdomyolyse).
- L'hyperthermie maligne est liée à des agents anesthésiques par inhalation (halothane, isoflurane, sévoflurane, desflurane…)[18].
- Le syndrome malin des neuroleptiques, généralement causé par des neuroleptiques (halopéridol, fluphenazine…), mais aussi par des produits agissant sur le système dopaminergique[6].
- Le syndrome sérotoninergique est lié à des produits tels que ISRS (Inhibiteur sélectif de la recapture de la sérotonine), IMAO (inhibiteurs de monoamine oxydase), ATC (antidépresseur tricyclique), MDMA[6](ecstasy)…

## Fécondité masculine
L'hyperthermie testiculaire ou scrotale est associée à une altération de la spermatogenèse. Chez l'homme, la valeur moyenne de la température testiculaire se situe entre 33 °C et 34 °C.
Certaines situations entraînant une élévation thermique du testicule pourraient être responsables d'une infécondité masculine telles qu'une fièvre prolongée, le port de pantalons serrés, une varicocèle ou une cryptorchidie.
De nombreuses études ont mis en évidence que l'hyperthermie testiculaire peut être utilisée comme méthode de contraception masculine thermique grâce au maintien des testicules dans la poche inguinale en position de cryptorchidie artificielle.